# Ebro Italia
Ebro Italia S.p.A. war ein italienischer Hersteller von Automobilen. 

## Unternehmensgeschichte
Das Unternehmen wurde 1986 in Rom als Tochterunternehmen des spanischen Fahrzeugherstellers Ebro gegründet. 1993 endete die Produktion.

## Fahrzeuge
Das Unternehmen bot ab 1986 eine Lizenzversion des Geländewagens Nissan Patrol als Patrol Autocarro an. Für den Antrieb sorgte ein Vierzylinder-Dieselmotor mit 2800 cm³ Hubraum. Anfang 1987 kam der Ebro Vanette dazu. Dieser Kleinbus war wahlweise mit einem Ottomotor mit 1488 cm³ Hubraum oder einem Dieselmotor mit 1952 cm³ Hubraum erhältlich.